# Брестский бульвар
Бре́стский бульвар — улица в Красносельском районе Санкт-Петербурга. Проходит от Улицы Маршала Казакова до Петергофского шоссе.

## История
Бульвар назван 28 мая 1979 года в честь Брестской крепости.
В 2011—2012 годах бульвар был продлён от Ленинского проспекта до улицы Маршала Казакова.

## Транспорт
Ближайшие к Брестскому бульвару станции метро — «Автово», «Ленинский проспект» и «Проспект Ветеранов».
В планах — строительство метро «Брестская» 6 линии.
По участку бульвара между Петергофским шоссе и улицей Рихарда Зорге проходит социальный автобусный маршрут № 87.

## Пересечения
- улица Маршала Казакова
- Ленинский проспект
- улица Маршала Захарова
- улица Рихарда Зорге
- Петергофское шоссе